# MFFフットボールセンター
MFFフットボールセンター（蒙: МХХ Хөлбөмбөгийн төв、英: MFF Football Centre）は、モンゴル国の首都ウランバートルにある球技専用スタジアムである。

## 概要
MFFはモンゴル国サッカー連盟 (英: Mongolian Football Federation) の略称。収容人数は3,500人。2002年にFIFAのFIFAゴールプロジェクトにより人工芝の競技場として建設された。その後、2007年にはFIFAセカンドゴールプロジェクトによりテクニカルセンターが建設され、2012年現在はFIFAサードゴールプロジェクトによりスタジアムの隣に室内フットサル競技施設を建設中である。なお、隣にはナショナル・スポーツ・スタジアムが隣接している。
主にサッカーの試合に用いられる。ニスレル・リーグに所属する数チームがホームスタジアムとして使用する他、サッカーモンゴル国代表のホームスタジアムとしても利用される。
2011年3月15日には、AFCチャレンジカップ2012予備予選のフィリピン戦で使用されている。また、2014 FIFAワールドカップ・アジア1次予選のミャンマー戦でも使用され、モンゴル代表が勝利を収めている。

## 交通アクセス
スフバートル広場より南に伸びるチンギス・カン通り沿いにある。スフバートル広場からタクシーで約10分。ウランバートル駅からも同程度。